# Kenyon (Minnesota)
Kenyon è un comune degli Stati Uniti d'America, situato nello Stato del Minnesota, nella Contea di Goodhue.